# Cerkiew Przemienienia Pańskiego w Skopowie
Cerkiew Przemienienia Pańskiego w Skopowie – murowana parafialna cerkiew greckokatolicka, obecnie kościół filialny pw. Matki Bożej Częstochowskiej należący do parafii Trójcy Przenajświętszej w Babicach.
Zbudowana w 1900, w miejscu starszej, drewnianej cerkwi, wizytowanej w 1828 przez biskupa Snihurśkiego. Murowana, trójdzielna, na planie krzyża, z kopułą pośrodku.
W czasie wysiedlania ludności ukraińskiej w 1945 ostatni proboszcz parafii, osiemdziesięcioletni Iwan Demianczuk, został rozstrzelany przez członków oddziału partyzanckiego "Sępa", wchodzącego w skład Batalionów Chłopskich. Odnowiona w latach 80. XX w. i użytkowana przez kościół rzymskokatolicki.
Parafia należała do greckokatolickiego dekanatu pruchnickiego. Należały do niej filialne cerkwie w Babicach i Ruszelczycach.

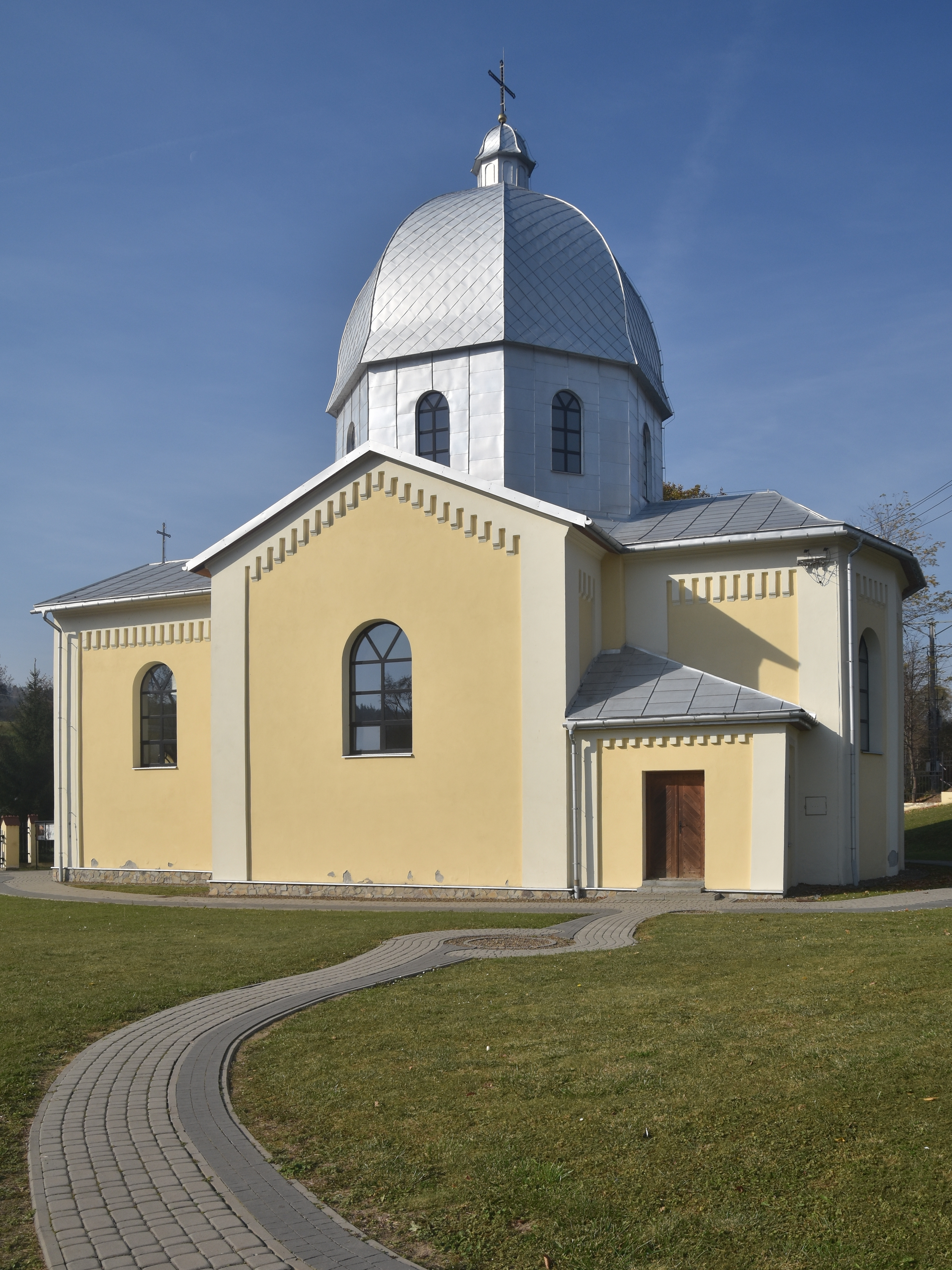
Elewacja wschodnia
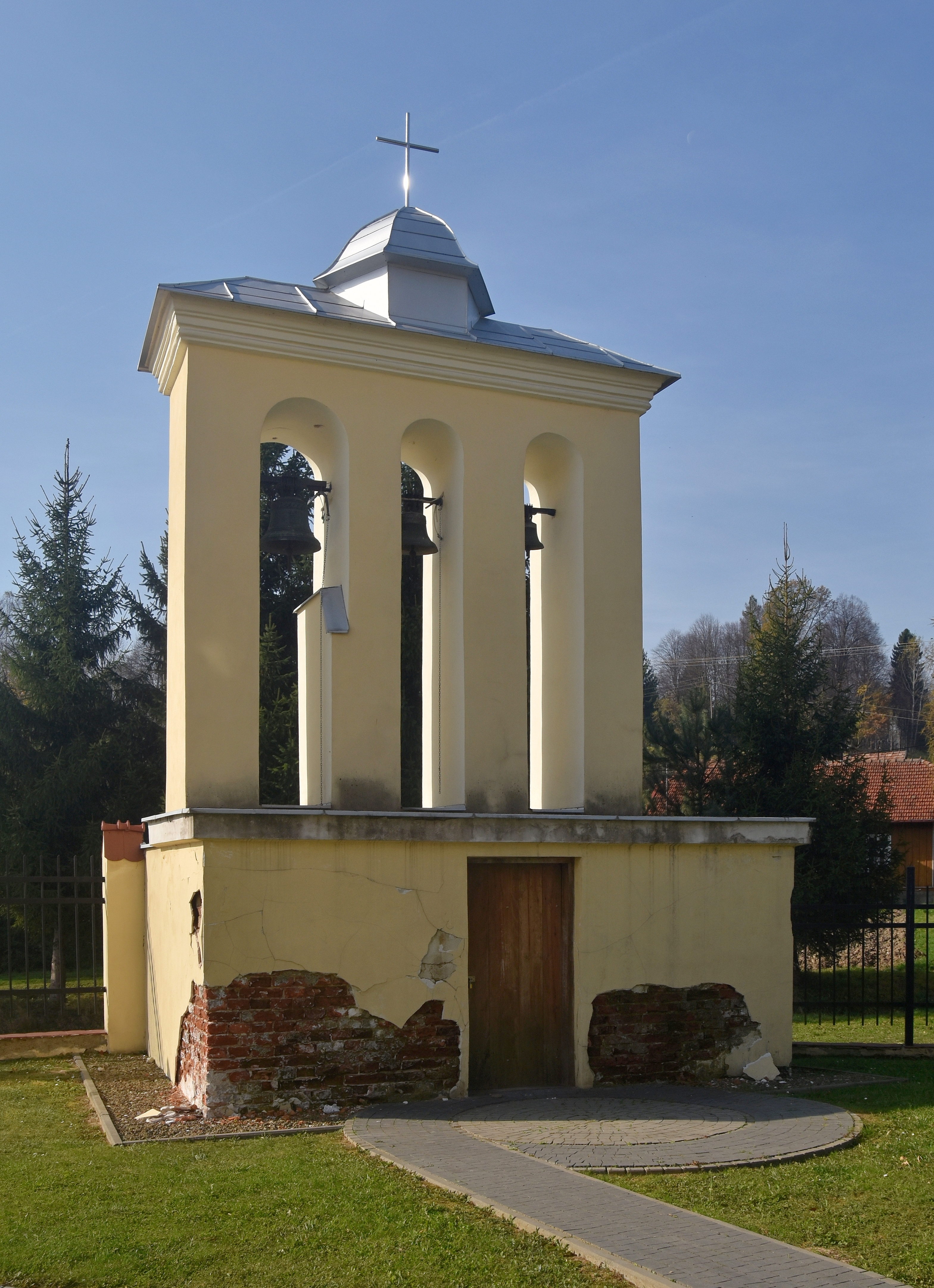
Dzwonnica
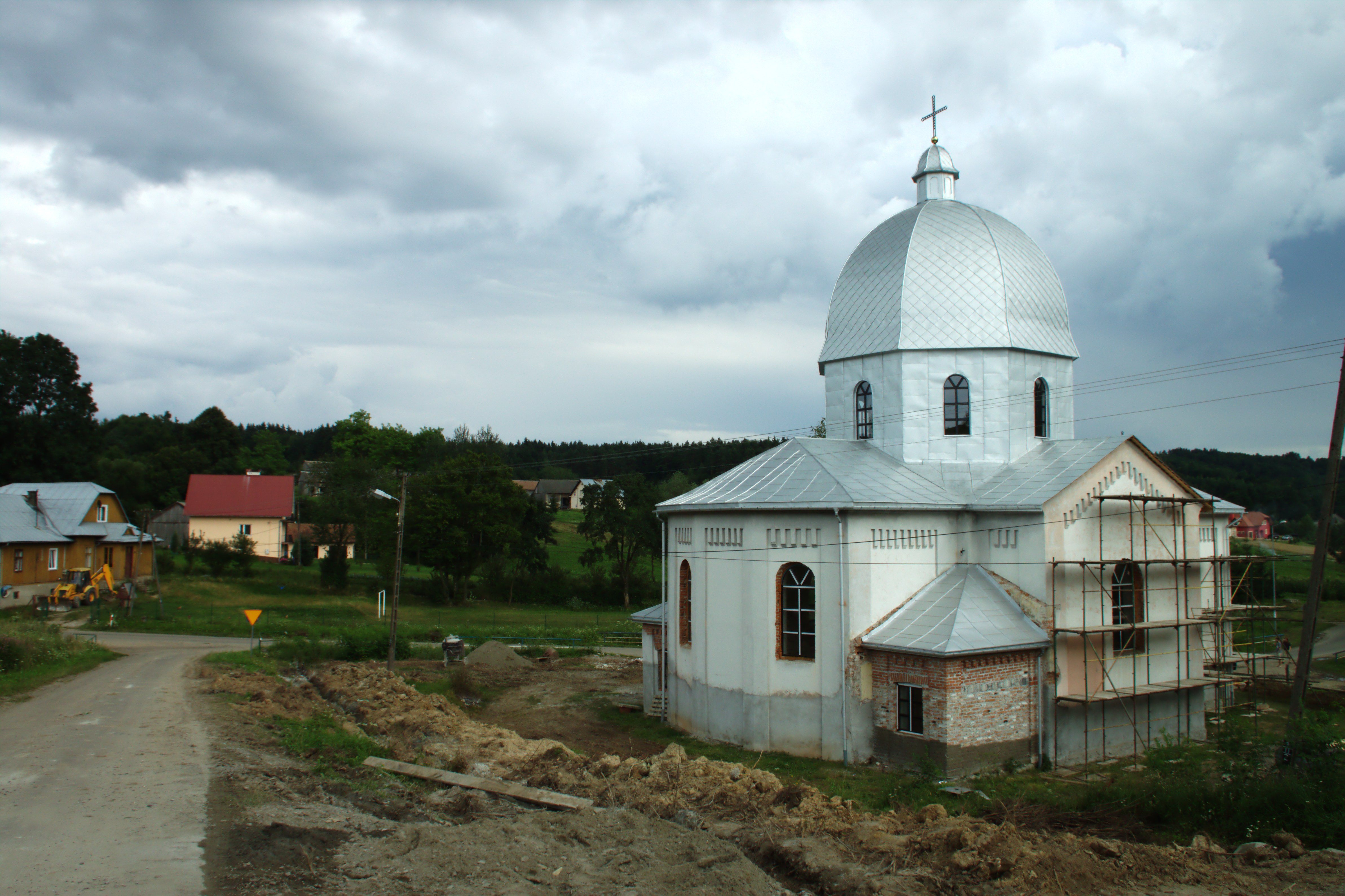
W czasie remontu